# Das Blut des Condors
Das Blut des Condors  (deutscher Filmtitel nach Vorlage des spanischen Titels Sangre de cóndor), Originaltitel Yawar Mallku (Quechua für „Blutiger Kondor“), ist ein bolivianischer, auf Quechua gedrehter Spielfilm von Jorge Sanjinés aus dem Jahre 1969, der die Thematik der Zwangssterilisation an indigenen Frauen behandelt.

## Produktion
Jorge Sanjinés wurde für seinen Film von tatsächlichen Ereignissen in Bolivien inspiriert, bei denen indigene Frauen gegen ihren Willen heimlich sterilisiert worden waren. Entgegen der Praxis etwa in Hollywood, professionelle Schauspieler zu engagieren, entschied er sich, mit Laienschauspielern zu arbeiten, die selbst den dargestellten Ereignissen vergleichbare Erfahrungen gemacht hatten. Er ging mit dem Kamerateam seiner Firma Ukamau in das bolivianische Quechua-Dorf Kaata in der Cordillera Apolobamba im Municipio Charazani in der Provinz Bautista Saavedra im Departamento La Paz, doch waren die Quechua-Bauern auf Grund der Erntezeit zunächst nicht gewillt, Filmtheater zu spielen. Schließlich kam es bei einer Koka-Zeremonie zur Zusammenarbeit. Letztendlich spielte der Gemeindevorsteher Marcelino Yanahuaya sich selbst. Das Dorf Kaata, gelegen im Kulturraum der Kallawaya, war allerdings nicht der Ort, an dem die tatsächlichen Zwangssterilisierungen stattgefunden hatten, und machte als Handlungsort den Film zu einer fiktiven Geschichte. Der Film wurde schwarz-weiß gedreht.

## Handlung
Der Film beginnt damit, dass Ignacio, gewählter Leiter einer Quechua-Gemeinde in Bolivien, und seine Frau Paulina, die ihre drei Kinder verloren haben, drei Puppen zu ihrer Erinnerung begraben. Die Frauen der Gemeinde bekommen seit einiger Zeit keine Kinder mehr, und die Gemeinde berät darüber. Ignacio findet heraus, dass Angehörige der fiktiven US-amerikanischen Organisation Progress Corps oder Cuerpo del Progreso die Frauen unter dem Deckmantel medizinischer Hilfe heimlich sterilisieren. Die Männer der Gemeinde greifen die Gringos auf einer Feier an und kastrieren und töten sie, werden aber selbst von Sicherheitskräften überwältigt und auf einem Berg hingerichtet. Ignacio überlebt zunächst schwer verletzt zwischen seinen erschossenen Kameraden und wird von Paulina zu seinem Bruder Sixto nach La Paz gebracht. Sixto versucht, in einem Krankenhaus medizinische Hilfe für ihn zu bekommen, die er jedoch nicht erhält, weil das notwendige Blut zu teuer ist. Schließlich stirbt Ignacio, doch Sixto kehrt in sein Dorf zurück. Der Film arbeitet mit zahlreichen Rückblenden, so auch zwischen Sixtos verzweifelten Versuchen, Ignacios Leben zu retten, und der Vorgeschichte in ihrem Dorf. In der letzten Szene erheben die Quechuas mit Sixto in ihrer Mitte als Zeichen des Kampfes ihre Gewehre.

## Historische Auswirkungen
Das Blut des Condors gilt als Jorge Sanjinés bekanntester Film. Seine Uraufführung war auf den 17. Juli 1969 im „Kino des Achtzehnten Juli“ (Dieciocho de Julio) in La Paz festgesetzt, doch wurde das Kino von den Behörden geschlossen. Die Folge waren öffentliche Proteste, weshalb die Behörden nachgaben und der Film doch gezeigt wurde. Das Vorführungsverbot wird dem direkten Druck der Vereinigten Staaten zugeschrieben. Die öffentliche Empörung in Bolivien über im Film angeprangerte Praktiken nordamerikanischer Organisationen führte zur Ausweisung des U.S. Peace Corps aus Bolivien unter der Präsidentschaft des politisch links orientierten Generals Juan José Torres 1971. Die USA mussten ihre insgesamt drei Sterilisierungszentren in Bolivien schließen und zogen sämtliche Mitarbeiter ab. Erst 1990 wurde die Anwesenheit des Peace Corps wieder erlaubt.
Der Film richtet sich mit seiner antiimperialistischen Botschaft auf Quechua an die Quechua-Landbevölkerung, mit der Sanjinés den Dialog suchte und bei welcher er den Film wiederholt vorführen ließ. Viele Quechua-Bauern kritisierten den Film scharf, da er durch die sehr vielen Rückblenden nach dem Vorbild des Europäischen Kunstkinos äußerst schwer zu verstehen sei und die Ursachen für die im Film geschilderte Unterdrückung der Indigenen nicht dargestellt worden seien. Bei seinem 1971 herausgekommenen, auf Spanisch gedrehten Film El coraje del pueblo, in dem das 1967 stattgefundene Catavi-Massaker an streikenden Bergleuten dargestellt wurde, ging er auf diese Kritik ein und produzierte den Film in enger Kooperation mit großenteils indigenen Laienschauspielern. Auch in folgenden Produktionen wandte er seine hieraus entwickelte Theorie des Filmdrehens „mit dem Volke“ an.